# Список міст-побратимів у Швеції

Муніципальні кордони Швеції.

Список муніципалітетів Швеції, що мають постійні зв'язки з органали місцевої влади інших країн. У деяких рідкісних випадках є також подвійне поєднання з іншими муніципалітетами Швеції. Здебільшого зв'язки обумовлені таким явищем як «побратимство міст».

## Муніципалітет Ельвсбюн[1]
- Хаапавесі у Фінляндії
- Фауске в Норвегії
- Мончегорськ у Росії

## Муніципалітет Енгельгольм[2]
- Гай-Тааструп у Данії
- Камен у Німеччині
- Добеле в Латвії

## Муніципалітет Ар'єплуг[3]
- Умба в Росії
- Салла у Фінляндії

## Муніципалітет Арвіка[4]
- Kongsvinger в Норвегії
- Сківе в Данії
- Юлеярві у Фінляндії

## Муніципалітет Буден[5]
- Альта в Норвегії
- Оулу у Фінляндії
- Віфлеєм в Палестині
- Апатити в Росії

## Муніципалітет Ескільстуна[6]
| - Ліній у Китаї - Ест'єргський муніципалітет у Данії - Хаапсалу в Естонії - Ювяскюля в Фінляндії - Ерланген у Німеччині | - Нескаупштадур в Ісландії - Місор в Індії - Юрмала в Латвії - Ставангер в Норвегії - Гатчина в Росії | - Львів в Україні - Усангі в Танзанії - Лутон у Великій Британії - Бріджетон, Нью-Джерсі у США |

## Муніципалітет Еслов[7]
- Аскер в Норвегії
- Рудерсдал у Данії
- Гардабаїр в Ісландії
- Якобстад у Фінляндії
- Вільянді в Естонії

## Община Гевле[8]
- Gjøvik в Норвегії
- Næstved в Данії
- Раума у Фінляндії
- Галва в США
- Юрмала в Латвії

## Община Гетеборг[9]
- Берген у Норвегії
- Турку у Фінляндії
- Орхус у Данії

## Муніципалітет Гельсінгборг
| - Дубровник у Ховатії - Пярну в Естонії | - Гельсінгор у Данії | - Александрія, Вірджинія у США |

## Муніципалітет Кальмар
- Гданськ у Польщі (з 1991 р.) [10]

## Муніципалітет Лекеберг
- Дундага у Латвії [11]

## М. Маркарид
- Битів у Польщаі [12]

## Муніципалітет Нора
- Kõo в Естонії (1991) [13]

## Муніципалітет Норрчепінг
- Рига, Латвія (1990-ті) [14]

## Муніципалітет Укселесунд
Укселесунд є членом Douzelage, що є об'єднанням міст-побратимів у 23 містах Європейського Союзу починаючи з 1991 року.
| - Judenburg, Austria - Houffalize, Belgium - Sušice, Czech Republic - Holstebro, Denmark - Türi, Estonia - Karkkila, Finland - Granville, France - Bad Kötzting, Germany | - Preveza, Greece - Kőszeg, Hungary - Bellagio, Italy - Bundoran, Ireland - Sigulda, Latvia - Prienai, Lithuania - Niederanven, Luxembourg - Marsaskala, Malta | - Meerssen, Netherlands - Chojna, Poland - Sesimbra, Portugal - Zvolen, Slovakia - Altea, Spain - Sherborne, England, UK |

## Муніципалітет Роннебю
| - Bornholm, Denmark - Mänttä, Finland - Steglitz-Zehlendorf, Germany | - Шопфгайм, Germany - Геянгер у Норвегії - Ельблонг у Польщі | - Славськ у Росії - Енфілд, Конектикуд у США - Джонсон Сіті, Теннесі у США |

## М. Сігтуна
- Раквере в Естонії
- Райсіо у Фінляндії
- Порсгрунн в Норвегії

## Муніципалітет Sollefteå[17]
- Пилтсамаа в Естонії
- Стейнх'єр у Норвегії
- Есасі в Японії
- Рудники в Польщі
- Нюкарлебю у Фінляндії
- Медісон у Сполучених Штатах
- Словенське Коніце в Словенії
- Бангкок в Таїланді

## Муніципалітет Соллентуна[18]
- Hvidovre в Данії
- Oppegård в Норвегії
- Сауе в Естонії
- Туусула у Фінляндії

## Муніципалітет Сольна[19]
- Гладсаксе в Данії
- Лижі в Норвегії
- Пірккала в Фінляндії
- Валміера в Латвії
- Каламарія в Греції
- Бемово в Польщі
- Бербанк в США

## Стокгольм
Стокгольма прагне мати неформальне побратимство з усіма столицями країн Європи та світу. Стокгольм більше не підписує будь-які офіційні угоди про побратимство, хоча договори, що були підписані раніше не втратили своєї чинності

## Муніципалітет Вестерос
- Ботсвана м. Габороне [21]